# Crète ottomane
1646–1898
Entités précédentes :
- République de Venise (Duché de Candie)

Entités suivantes :
- Crète autonome

La Crète, ancienne possession de la république de Venise, est conquise par les Ottomans pendant la guerre de Candie (1645-1669) et reste en leur possession du milieu du XVIIe à la fin du XIXe siècle. Des colons turcs venus d'Anatolie s'installent dans la riche plaine centrale (Messará) et une partie de la population se convertit à l'islam pour échapper au kharâj (double-capitation sur les non-musulmans) et à la paidomazoma (recrutement forcé des enfants chrétiens pour en faire des janissaires). Cependant, les chrétiens hellénophones restent majoritaires et leurs révoltes du XIXe siècle amènent un affaiblissement de l'autorité ottomane jusqu'à l'octroi d'un statut de principauté autonome en 1897.

## Histoire
La Crète, colonie de la république de Venise sous le nom de duché de Candie, devient une province de l’Empire ottoman en 1646 quand l'armée ottomane commandée par Gazi Hussein Pacha s’empare de la partie orientale de l’île, durant la guerre de Candie. La capitale de l’île, Candie (actuelle Héraklion), reste vénitienne jusqu’en 1669, et les forteresses de Souda, Gramvoussa et Spinalonga jusqu’en 1715.

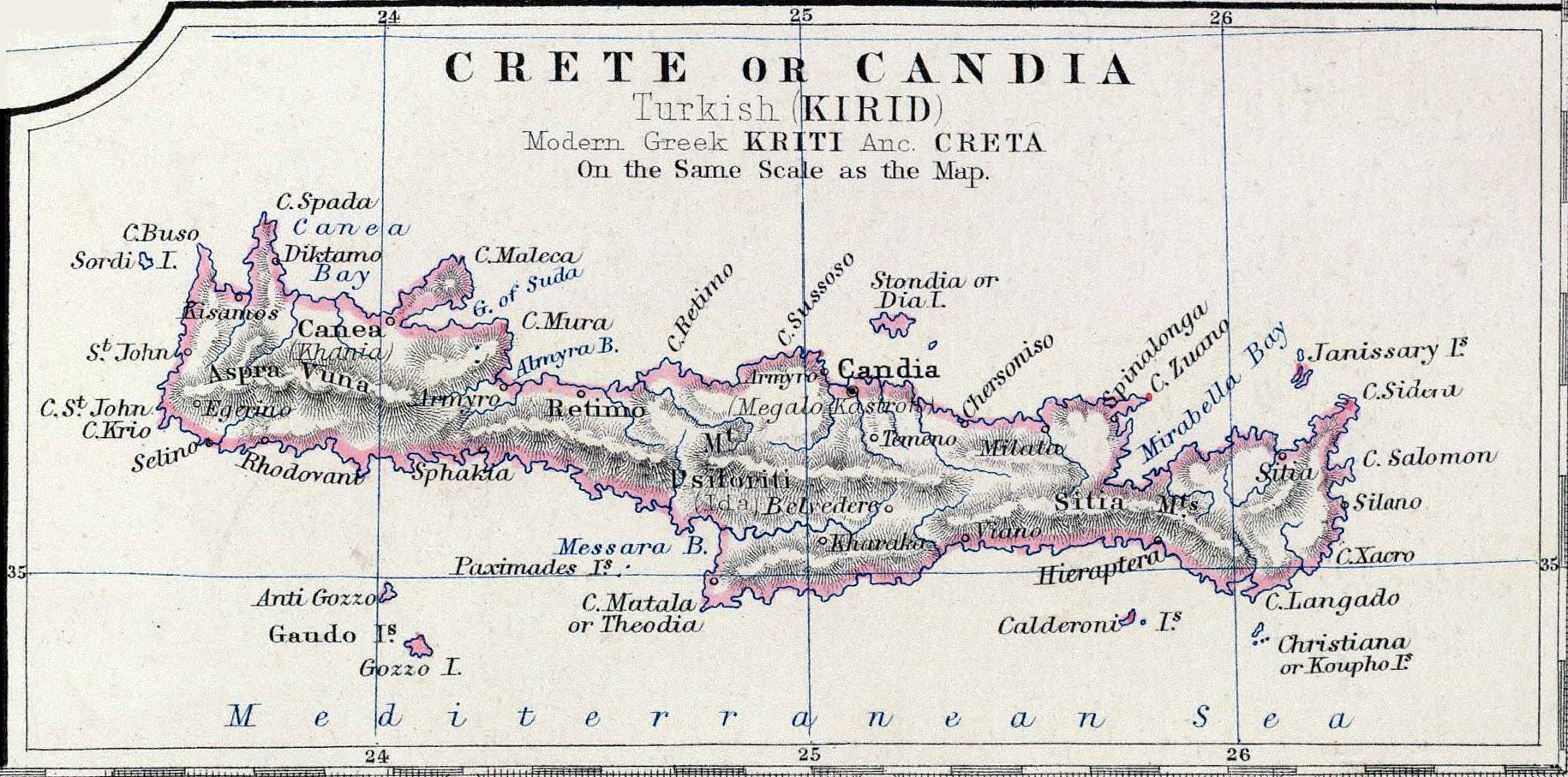
Carte de Crète, Johnston, 1861

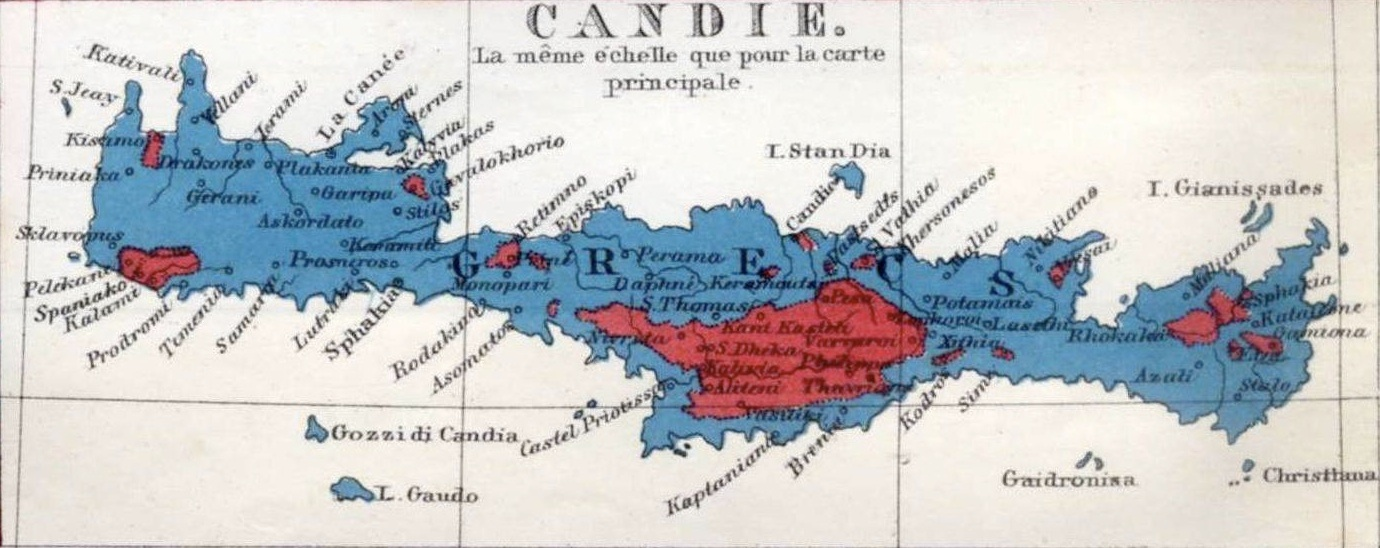
Carte de Crète avec en rouge les Turcs et en bleu les Grecs en 1861

La Crète ottomane constitue un eyalet (Eyālet-i Girīt en turc ottoman) avec Hanya (La Canée) pour capitale. Elle est divisée en trois sandjaks (districts) : Hanya, Réthymnon et Sélino.
Une classe dirigeante turque se met en place : 17 domaines (ziamet) et 2 550 lots de terre (timar) sont répartis entre les officiers (aghas) pour leur entretien. Certains domaines sont attribués aux mosquées (waqf, en turc vakıf) ou à la sultane validé (mère du Sultan). Vers 1700, selon le voyageur et botaniste Tournefort, la ville de Candie compte une forte garnison de 10 600 hommes, janissaires, sipahis, azabs, etc., alors que la population civile se réduit à 800 Grecs, 200 Arméniens et un millier de juifs. Le passage à l'islam pouvait n'être qu'apparent : ces conversions massives par communautés entières ne les empêchaient pas de conserver l'usage de la langue grecque, leurs noms de famille grecs et des habitudes comme la consommation du vin et du raki ainsi que, pour certains convertis, leur ancienne religion (cas des Kourmoulidès de la Messará qui reviennent au christianisme pendant l'insurrection de 1821).
La région montagneuse de Sfakiá, dans le sud-ouest de l'île, reste quasiment indépendante jusqu'en 1770. En 1770-1771, l'île participe à la révolte d'Orlov, mouvement insurrectionnel soutenu par la Russie, sous la conduite de Daskaloyánnis (« Jean le professeur »), ex-fonctionnaire ottoman et armateur crétois, qui établit un gouvernement insurrectionnel à Chóra Sfakíon ; mais il est capturé et supplicié en juin 1771.

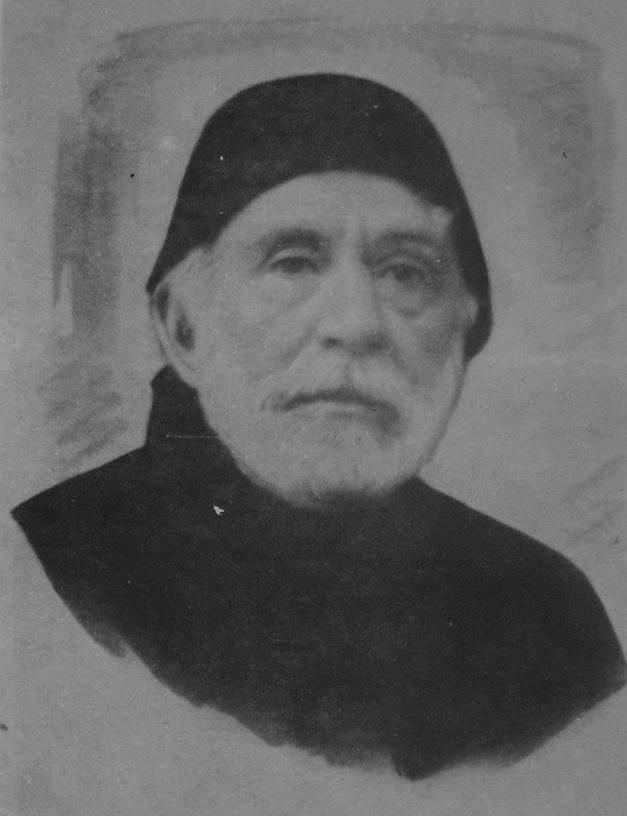
Mustapha Naili Pacha, gouverneur de Crète de 1830 à 1851

En juin 1821, la Crète se joint à la guerre d'indépendance grecque. En mai 1822, une forte armée égyptienne envoyée par le gouverneur d'Égypte Méhémet Ali, débarque dans l'île ; cependant, l'insurrection reprend en avril 1823 sous la conduite d'Emmanuel Tombazis, avant d'être finalement écrasée en 1824. La Crète reste sous administration égyptienne après la défaite de Navarin (20 octobre 1827). En 1828, la flotte d'intervention franco-britannique détruit une flottille de corsaires grecs à Gramvoussa, amenant les insurgés à déposer les armes.
Au traité de Constantinople (1832), la Crète reste sous domination ottomane. De 1830 à 1851, elle est gouvernée par un pacha d'origine albanaise, Mustapha Naili Pacha, plus tard grand vizir. Celui-ci s'appuie sur un corps de gendarmes albanais et réduit les privilèges de la communauté musulmane locale, déjà éprouvée par la révolte. Beaucoup de musulmans appauvris doivent vendre leurs terres aux Grecs chrétiens.
En 1867, avec la réforme du Tanzimat, la Crète devient un vilayet. Elle compte alors six sandjaks : Hanya, Réthymnon, Sélino, Candie (Héraklion), Sfakiá et Lassithi.

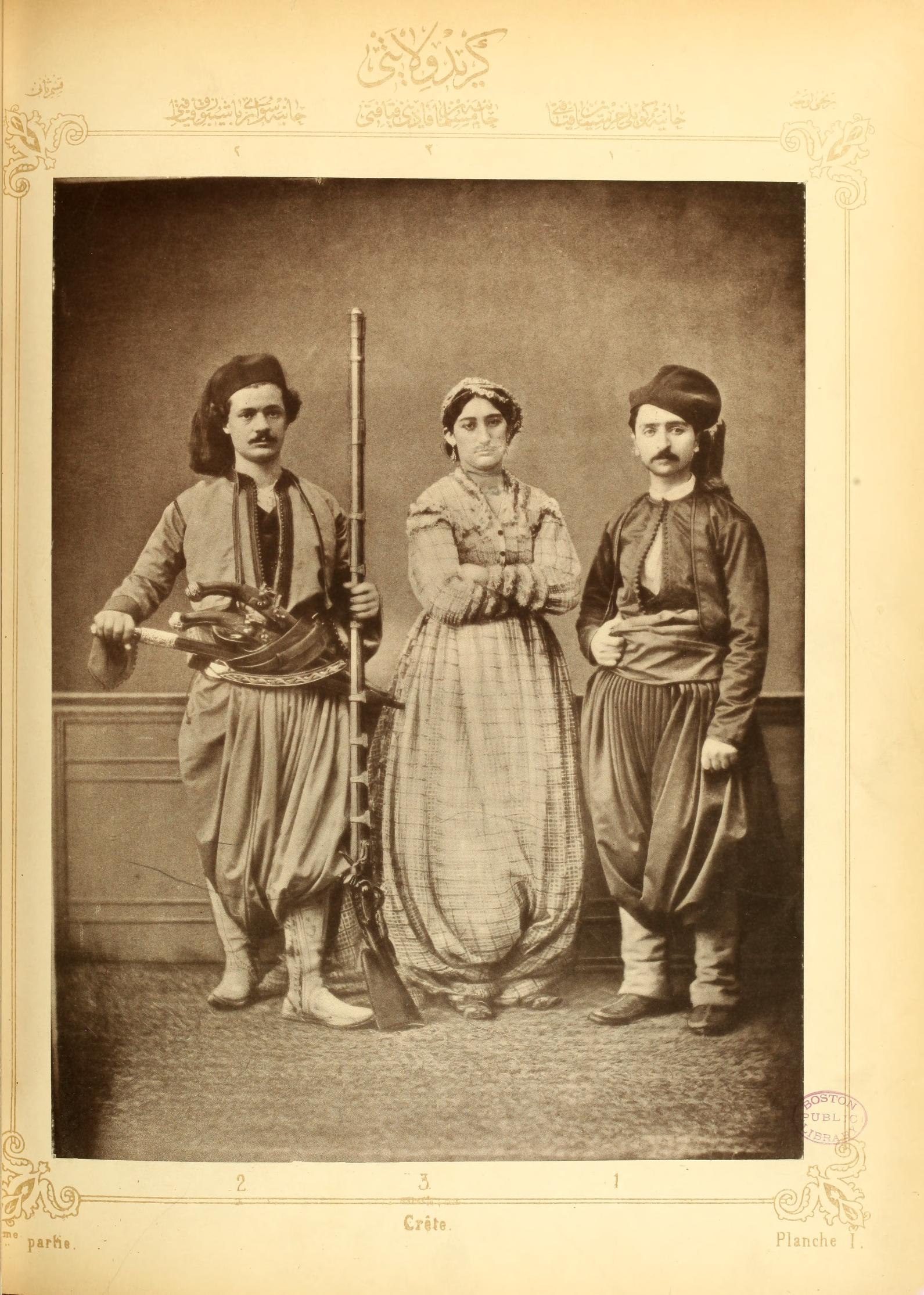
De g. à dr. : cavalier chrétien de La Canée, dame musulmane de La Canée, bourgeois chrétien de La Canée. Pavillon ottoman de l'exposition universelle de Vienne, Pascal Sebah, 1873

Après une série de révoltes, notamment la révolte crétoise de 1866-1869 et celle de 1897-1898, l'intervention des grandes puissances oblige le sultan à signer le traité de Constantinople de 1897 : la Crète devient un état autonome, gouverné par le prince Georges de Grèce mais toujours sous la souveraineté ottomane.
Après deux siècles et demi de domination turque, la Crète choisit son rattachement au royaume de Grèce en 1908, accepté par l'Empire ottoman en 1913 à l'issue de la Première guerre balkanique.

## Population
Au début du XIXe siècle, la population de la Crète est estimée entre 240 000 et 350 000 habitants, moitié musulmans (« Turcs ») et moitié chrétiens. La capitale, Candie, compte 10 000 à 12 000 musulmans et 3 000 Grecs, avec un archevêque. La Canée compte 4 000 musulmans et 3 000 chrétiens. Réthymnon compte 5 000 à  6 000 habitants, moitié musulmans et moitié chrétiens. Les échanges de population obligatoires imposés par le traité de Lausanne (1923) mettent fin à la présence musulmane en Crète, les familles alors emmenées en Turquie étant remplacées par des réfugiés Micrasiates expulsés d'Asie mineure.

## Économie
L'île produit des vins et fruits très estimés, notamment des oranges et des cerises, ainsi que des cannes à sucre, du blé, de l'huile et de la soie. La Canée, qui passe pour la ville la plus commerçante, fabrique aussi du savon.